# Chaetofoveolocoris parsoni
Chaetofoveolocoris parsoni är en insektsart som beskrevs av Schwartz 1989. Chaetofoveolocoris parsoni ingår i släktet Chaetofoveolocoris och familjen ängsskinnbaggar. Inga underarter finns listade i Catalogue of Life.